# Donald T. Cochrane
Pour les articles homonymes, voir Donald Cochrane et Cochrane.
Donald Theodore Cochrane  (23 octobre 1906-10 mai 1969) est un homme politique canadien du Nouveau-Brunswick. Il est député provincial libéral de la circonscription néo-brunswickoise de York de 1944 à 1969.